# Lotta ai XIX Giochi del Mediterraneo
I tornei di lotta ai XIX Giochi del Mediterraneo si sono svolti dal 26 al 29 giugno 2022 presso il EMEC Hall di Orano, in Algeria.
Le discipline previste sono state la lotta libera, con dodici categorie complessive (6 maschili e 6 femminili), a cui si aggiungono cinque tornei di lotta greco-romana tutti maschili.

## Calendario
Il calendario delle gare è il seguente:
| ● | Finali |

| Giugno | Giugno | Giugno | Giugno | Giugno | Giugno | Giugno | Luglio | Luglio | Luglio | Luglio | Luglio | Luglio |
| 24     | 25     | 26     | 27     | 28     | 29     | 30     | 01     | 02     | 03     | 04     | 05     | 06     |
|        |        | ●      | 5      | 6      | 6      |        |        |        |        |        |        |        |

## Podi

### Uomini
| Evento                   | Oro                     | Argento            | Bronzo                                     |
| Lotta greco-romana       |                         |                    |                                            |
| fino a 60 kg (dettagli)  | Kerem Kamal             | Léo Tudezca        | Haithem Mahmoud Ruben Marvice              |
| fino a 67 kg (dettagli)  | Murat Fırat             | Ishak Ghaiou       | Omar Abdelrahman Gagik Snjoyan             |
| fino a 77 kg (dettagli)  | Viktor Nemeš            | Abdelkrim Ouakali  | Georgios Prevolarakis Antonio Kamenjašević |
| fino a 87 kg (dettagli)  | Bachir Sid Azara        | Mirco Minguzzi     | Ali Cengiz Noureldin Hassan                |
| fino a 130 kg (dettagli) | Osman Yıldırım          | Abdellatif Mohamed | Amine Guennichi                            |
| Lotta libera             |                         |                    |                                            |
| fino a 57 kg (dettagli)  | Muhammet Karavuş        | Levan Vartanov     | Studd Morris                               |
| fino a 65 kg (dettagli)  | Zelimkhan Abakarov      | Yehia Hafez        | Vladimir Egorov Stevan Mićić               |
| fino a 74 kg (dettagli)  | Amr Reda Hussen         | Samet Ak           | Islam Dudaev Malik Amine                   |
| fino a 86 kg (dettagli)  | Myles Amine             | Fatih Erdin        | Akhmed Aibuev Choiras Charalambos          |
| fino a 97 kg (dettagli)  | Magomedgaji Nurov       | Feyzullah Aktürk   | Muhammad as-Sadawi                         |
| fino a 125 kg (dettagli) | Magomedgadzhi Nurasulov | Abraham Conyedo    | Salim Ercan Youssif Hemida                 |

### Donne
| Evento                  | Oro                  | Argento         | Bronzo                              |
| Lotta libera            |                      |                 |                                     |
| fino a 50 kg (dettagli) | Evin Dermihan        | Julie Sabatié   | Sara Hamdi                          |
| fino a 53 kg (dettagli) | Maria Prevolaraki    | Zeynep Yetgil   | Marina Rueda Flores Shaimaa Mohamed |
| fino a 57 kg (dettagli) | Bediha Gün           | Siwar Bousetta  | Tatiana Salah Debien                |
| fino a 62 kg (dettagli) | Marwa Amri           | Améline Douarre | Lydia Pérez Touriño                 |
| fino a 68 kg (dettagli) | Pauline Lecarpentier | Buse Tosun      | Dalma Caneva                        |
| fino a 76 kg (dettagli) | Yasemin Adar         | Enrica Rinaldi  | Kendra Dacher Samar Amer            |

## Medagliere
| Posizione | Paese              | Oro | Argento | Bronzo | Totale |
| --------- | ------------------ | --- | ------- | ------ | ------ |
| 1         | Turchia            | 7   | 5       | 2      | 14     |
| 2         | Serbia             | 2   | 0       | 1      | 3      |
| 3         | Francia            | 1   | 3       | 4      | 8      |
| 4         | Egitto             | 1   | 2       | 6      | 3      |
| 5         | Algeria            | 1   | 2       | 0      | 3      |
| 6         | Tunisia            | 1   | 1       | 3      | 5      |
| 7         | Albania            | 1   | 0       | 1      | 2      |
| 7         | Grecia             | 1   | 0       | 1      | 2      |
| 7         | Macedonia del Nord | 1   | 0       | 1      | 2      |
| 7         | San Marino         | 1   | 0       | 1      | 2      |
| 11        | Italia             | 0   | 3       | 3      | 6      |
| 12        | Spagna             | 0   | 1       | 2      | 3      |
| 13        | Croazia            | 0   | 0       | 1      | 1      |
| 13        | Cipro              | 0   | 0       | 1      | 1      |
| Totale    | Totale             | 17  | 17      | 27     | 61     |